# Парчмент (Мичиген)
Парчмент (енгл. Parchment) град је у америчкој савезној држави Мичиген. По попису становништва из 2010. у њему је живело 1.804 становника.

## Демографија
Према попису становништва из 2010. у граду је живело 1.804 становника, што је 132 (6,8%) становника мање него 2000. године.
| Група             | 2000.         | 2010.         |
| Белци             | 1.780 (91,9%) | 1.504 (83,4%) |
| Афроамериканци    | 81 (4,2%)     | 154 (8,5%)    |
| Азијати           | 13 (0,7%)     | 24 (1,3%)     |
| Хиспаноамериканци | 18 (0,9%)     | 62 (3,4%)     |
| Укупно            | 1.936         | 1.804         |